# Orvasca subnotata
Orvasca subnotata är en fjärilsart som beskrevs av Walker 1865. Orvasca subnotata ingår i släktet Orvasca och familjen tofsspinnare. Inga underarter finns listade i Catalogue of Life.